# Climax (Kansas)
Pour les articles homonymes, voir Climax.
La ville américaine de Climax est située dans le comté de Greenwood, dans l’État du Kansas. Elle comptait 72 habitants lors du recensement de 2010.